# Итагуасу-да-Баия
Итагуасу-да-Баия (порт. Itaguaçu da Bahia)  —  муниципалитет в Бразилии, входит в штат Баия. Составная часть мезорегиона Вали-Сан-Франсискану-да-Баия. Входит в экономико-статистический  микрорегион Барра. Население составляет 8738 человек на 2006 год. Занимает площадь 4396,339 км². Плотность населения — 2,0 чел./км².

## История
Город основан 24 февраля 1989 года.

## Статистика
- Валовой внутренний продукт на 2003 год составляет 19 247 291,00 реалов (данные: Бразильский институт географии и статистики).
- Валовой внутренний продукт на душу населения на 2003 год составляет 1940,45 реалов (данные: Бразильский институт географии и статистики).
- Индекс развития человеческого потенциала на 2000 год составляет 0,586 (данные: Программа развития ООН).